# Xenochironomus jungorum
Xenochironomus jungorum är en tvåvingeart som beskrevs av Albu 1980. Xenochironomus jungorum ingår i släktet Xenochironomus och familjen fjädermyggor.
Artens utbredningsområde är Rumänien. Inga underarter finns listade i Catalogue of Life.